# Luis Marín de San Martín

Bischofswappen von Luis Marín de San Martín

Luis Marín de San Martín OSA (* 21. August 1961 in Madrid) ist ein spanischer Ordensgeistlicher und Kurienbischof der römisch-katholischen Kirche.

## Leben
Luis Marín de San Martín trat dem Augustinerorden bei und legte am 5. September 1982 die erste sowie am 1. November 1985 die ewige Profess ab. Nach seinem Theologie- und Philosophiestudium empfing er am 4. Juni 1988 das Sakrament der Priesterweihe.
Nach weiteren Studien an der Päpstlichen Universität Comillas wurde er zum Dr. theol. promoviert. Neben Tätigkeiten in der Priesterausbildung sowie als Provinzialrat und Prior in seiner Ordensgemeinschaft lehrte er ab 2004 Theologie an verschiedenen theologischen Ausbildungszentren der Augustiner. Bis zu seiner Berufung in das Kurienamt war er Generalarchivar und Generalassistent der Augustiner sowie Präsident des Institutum Spiritualitatis Augustinianae.
Papst Franziskus ernannte ihn am 6. Februar 2021 zum Untersekretär der Bischofssynode und zum Titularbischof von Suliana. Die Bischofsweihe spendete ihm der Erzbischof von Madrid, Carlos Kardinal Osoro Sierra, am 11. April desselben Jahres in der Madrider Almudena-Kathedrale. Mitkonsekrator war der Bischof von Palencia, Manuel Herrero Fernández OSA.